# Волею обраний
«Во́лею о́браний» — роман Анатолія Боровського про національно-визвольну боротьбу білоруського народу проти Російської імперії (1863—1864). Відзначений літературною премією «Воїн Світла» (2016).
Описує історію кохання ватажка білорусько-польського повстання 1863—1864 років проти російського царизму Вікентія (Кастуся) Калиновського та Марії Ямонт, яке вони пронесли через боротьбу, довівши, що важливіше справжньої любові у світі немає нічого. Зосередившись на почуттях героїв роману, письменник пояснює, чому повстання зазнало поразки.
Літературна спадщина Кастуся Калиновського невелика — кілька номерів «Мужицької правди», «Листи шибениці» та вірші, присвячені Марії Ямонт. Але в другій половині ХІХ століття саме Калиновський, що написав свої твори мужицькою мовою, вперше в Російській імперії звернув увагу на те, що є такий народ, як білоруси. Отже, Кастусь Калиновський був одним із перших творців національного відродження та становлення білоруського націоналізму як явища модерної історії.